# Fonografo

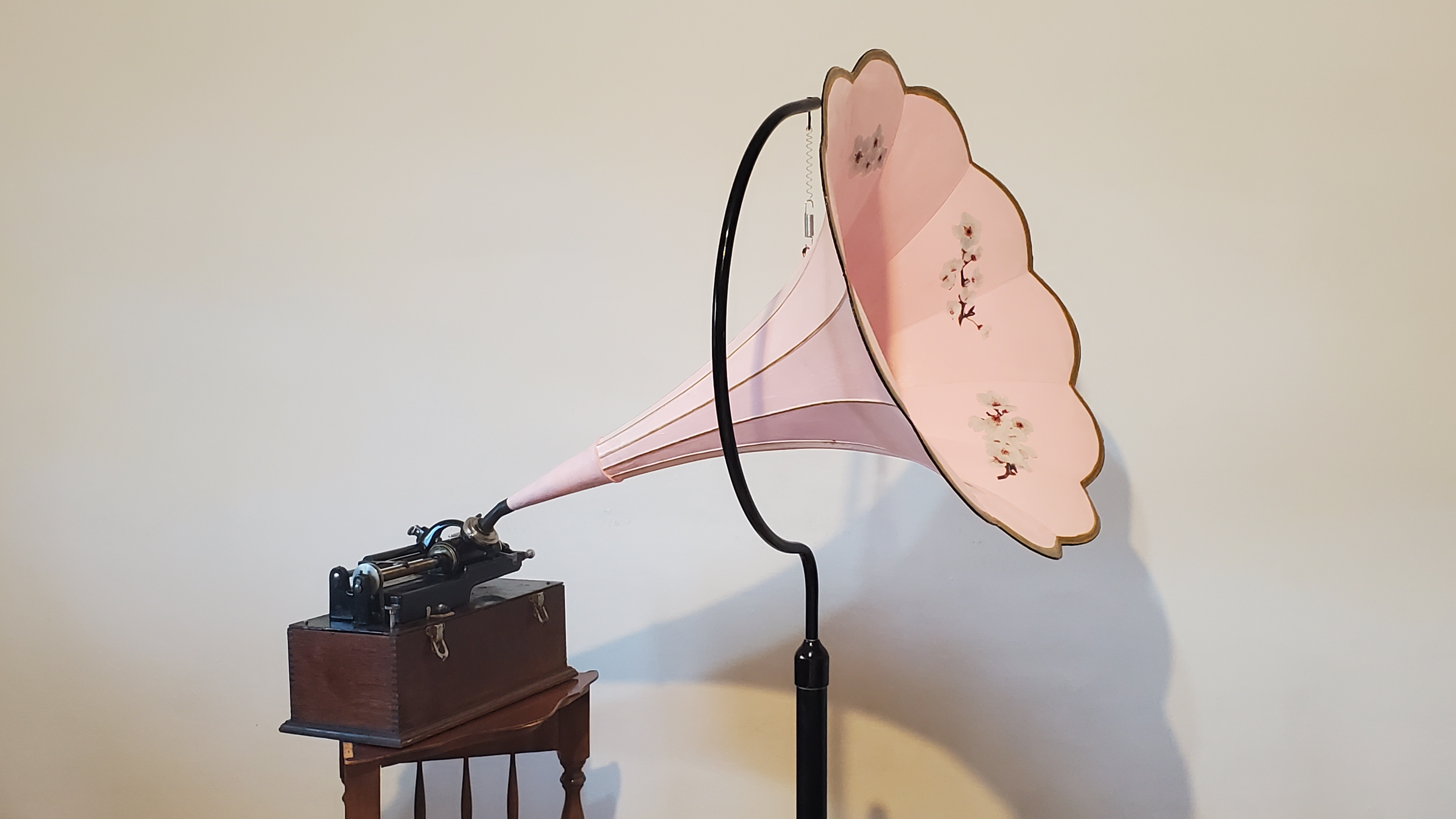
fonografo Edison Home con tromba Morning Glory

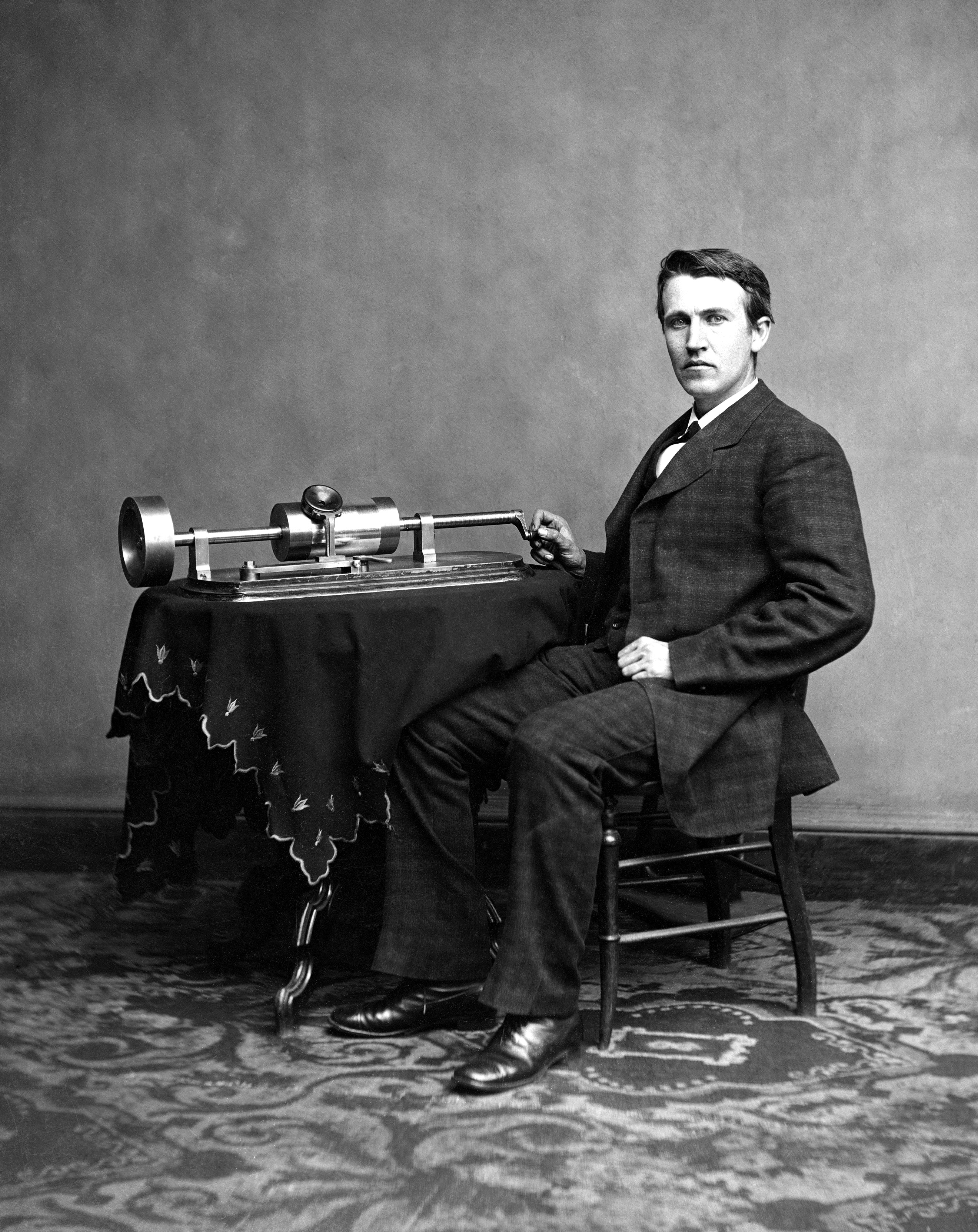
Edison con il suo primo fonografo (1878)

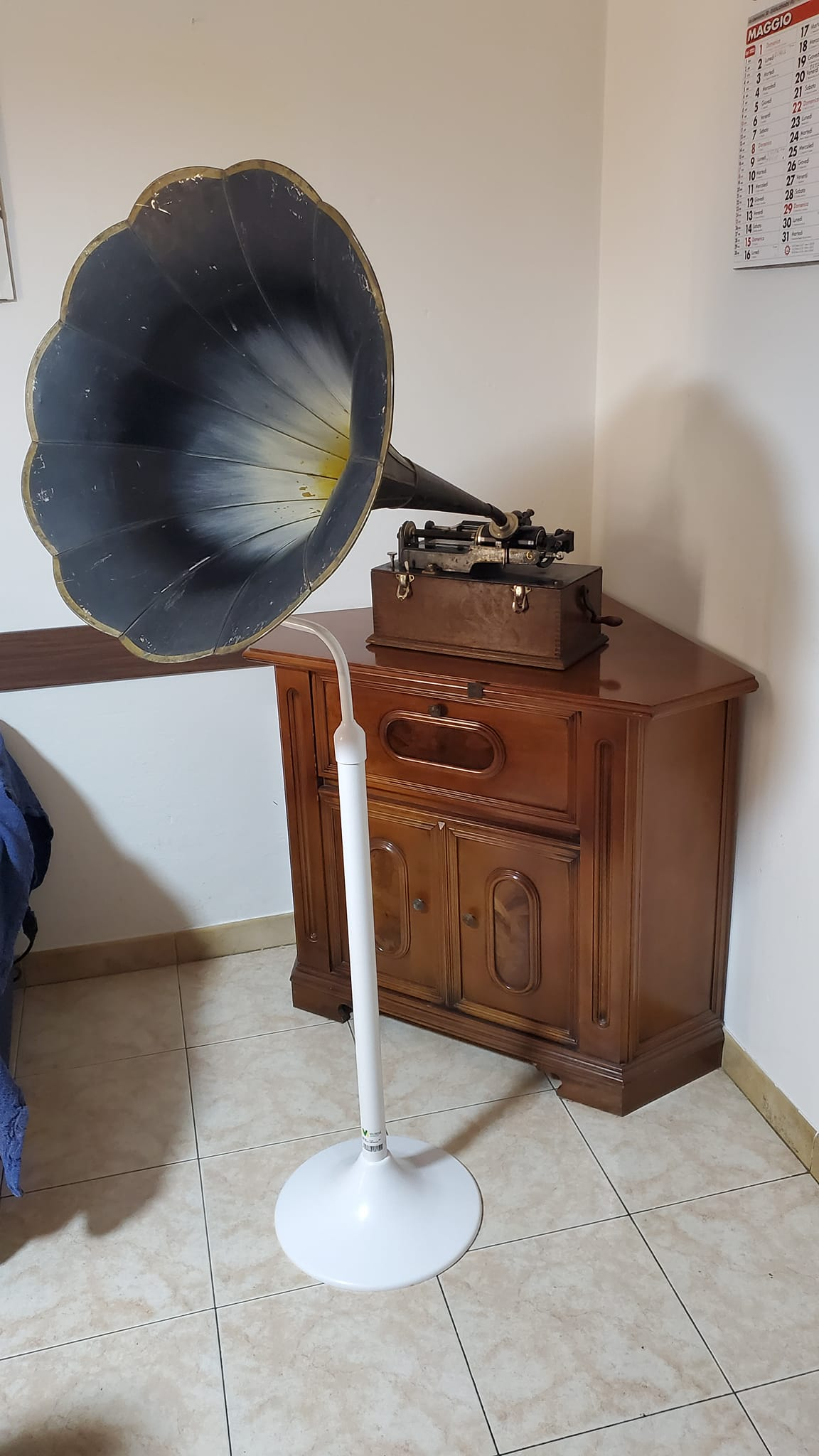
Edison Home Phonograph con tromba "Morning Glory"

Il fonografo è un dispositivo pensato per  riprodurre il suono, come un giradischi progettato da Thomas Edison verso il 1877.

## Storia

### La progettazione

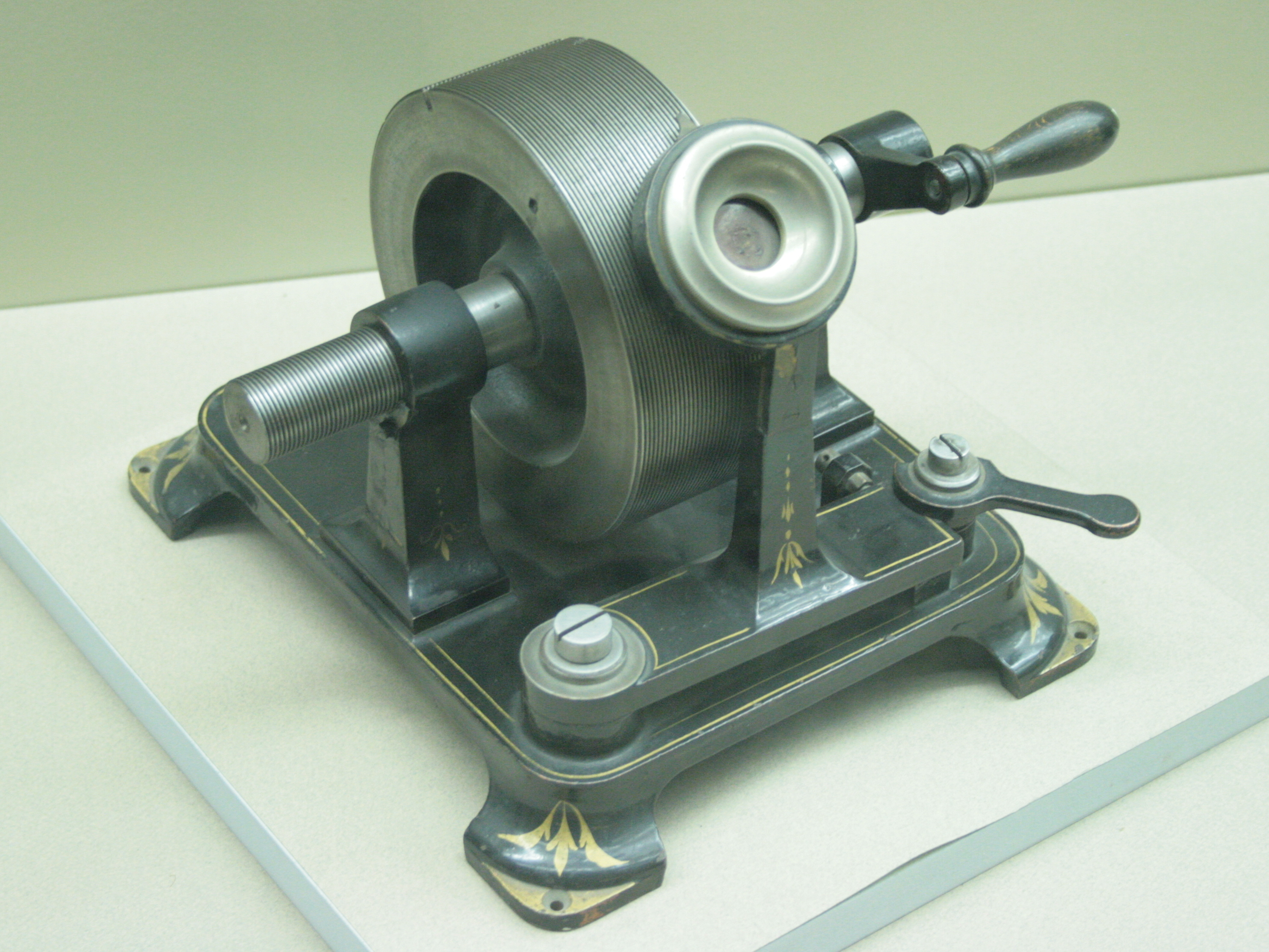
Fonografo del 1877

Circa quarant'anni dopo l'invenzione del telegrafo, Edison nel 1877 aveva realizzato un ripetitore telegrafico in grado di incidere i punti e le linee del codice Morse su un disco, disegnando una traccia a spirale con una piccola punta, in modo che un messaggio potesse essere ripetuto senza l'intervento dell'operatore. Il 17 luglio di quell'anno si accorse che se il disco ruotava ad una velocità sufficientemente alta, la puntina emetteva vibrazioni che ricordavano il timbro della voce umana. Fu l'idea che fece accendere nell'inventore il desiderio di applicare un principio simile per registrare la voce umana.
In precedenza Édouard-Léon Scott de Martinville era riuscito a registrare la voce umana su fogli di carta anneriti fin dal 9 aprile 1860, anche se altre registrazioni dello stesso è probabile risalissero al 1853. Ma si trattava di uno strumento (formato da un corno e uno stilo) in grado di registrare e non di riprodurre: forse ideato a scopo di archiviazione.

### Il primo prototipo

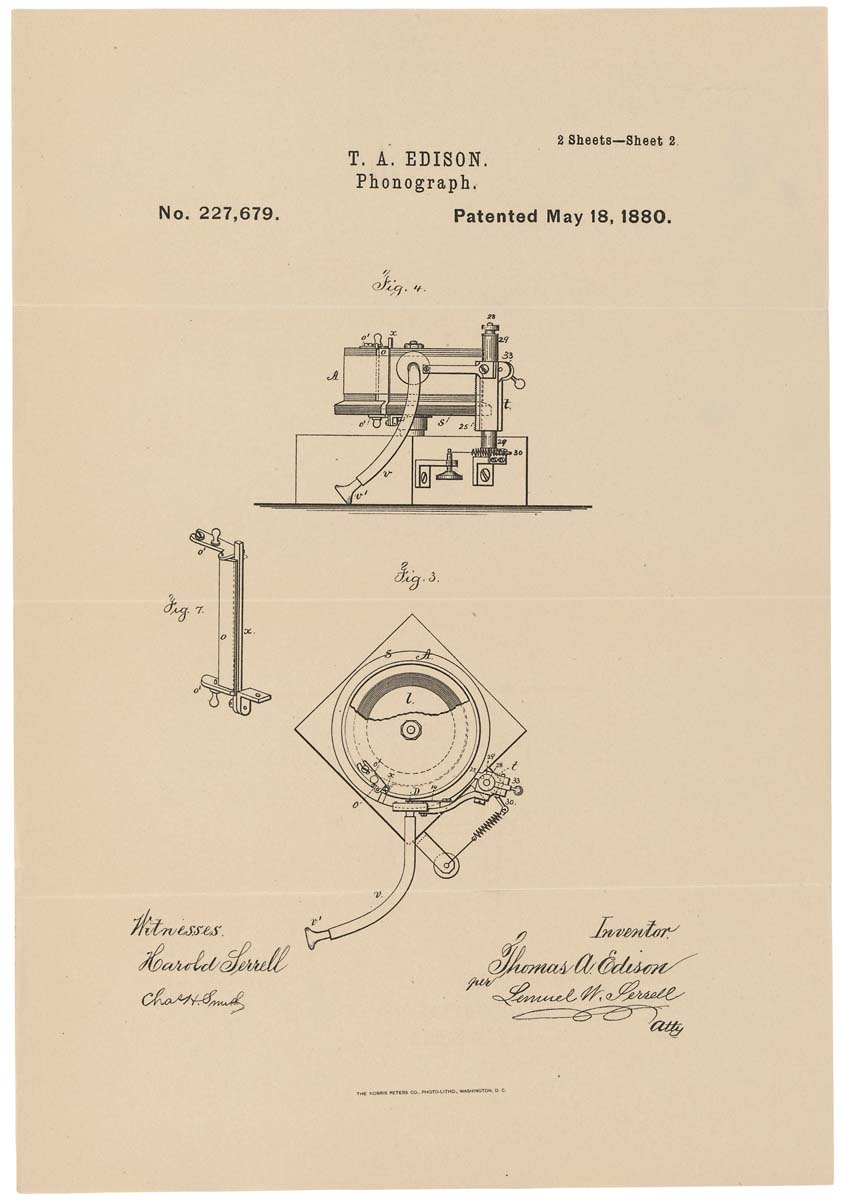
Un brevetto di Edison del 18 maggio 1880

Edison annunciò l'invenzione del fonografo il 21 novembre. Il primo schizzo del fonografo apparso sui diari di Edison risale al 12 agosto 1877 e il 6 dicembre dello stesso anno ne diede una dimostrazione pratica ai propri collaboratori.
Essi si trovavano di fronte ad un oggetto costituito da un rullo di ottone (cilindro fonografico) di circa 10 cm di diametro e di lunghezza, sostenuto da un asse filettato. Sul cilindro era tracciato un solco a spirale di 2,5 mm di larghezza e la superficie del cilindro era ricoperta da un foglio di stagnola. Durante la registrazione, il cilindro ruotava e la stagnola veniva sfiorata dalla puntina collegata alla membrana vibrante. La puntina, seguendo le oscillazioni della membrana, incideva una traccia profonda nella stagnola che, tesa sopra al solco, poteva cedere sotto la pressione. Per la riproduzione, il processo sarebbe stato inverso, con l'unica differenza che in questo caso veniva utilizzata una seconda membrana, molto più elastica, posta all'altra estremità dell'apparecchio. Il solco nella stagnola con le sue variazioni di profondità, faceva vibrare la membrana restituendo il suono registrato. Il funzionamento era quindi alternativamente di registratore o riproduttore. 
Per nulla scoraggiato dallo scetticismo dei collaboratori, Edison iniziò così a girare la manovella che metteva in moto il sistema e parlando in direzione del diaframma canticchiò Mary had a little lamb. Una volta riportato il cilindro al punto di partenza, sistemò l'ago sulla seconda membrana nel solco impresso nella stagnola dalla prima, riprese a girare la manovella e il fonografo ripeté un suono vagamente simile alla frase pronunciata poco prima. La qualità era pessima, ma le basi erano state poste.

### La commercializzazione e l'impiego
Il 19 febbraio 1878 Edison ottenne il brevetto della propria invenzione e insieme ad alcuni finanziatori creò la "Edison Speaking Phonograph Company", per installarlo nelle fiere di paese e nei luna park, dove il pubblico avrebbe potuto farlo funzionare utilizzando dei gettoni. Questa scelta fu fatta alla luce della necessità di migliorare ancora molto la qualità della registrazione prima che questa potesse diventare realmente utile per gli uffici per i quali Edison l'aveva pensata. In questo modo si poteva cominciare a sfruttare la curiosità creata dalla novità e cominciare a diffondere una certa conoscenza delle possibilità della nuova invenzione.
Edison intravedeva per il fonografo un futuro, non tanto per la registrazione della musica, ma soprattutto per la dettatura di lettere negli uffici, la creazione di libri per non vedenti e l'insegnamento della dizione. Addirittura, senza saperlo, aveva ipotizzato la prima segreteria telefonica, di seguito un suo pensiero: "Un abbonato del telefono può installare su un apparecchio un Fonografo che, a ogni chiamata, comunicherà all'ufficio centrale che è uscito, e che sarà di ritorno ad una certa ora. Allo stesso modo un abbonato, chiamandone un altro e non trovandolo a casa, potrà fare la sua comunicazione e registrarla sul Fonografo della persona chiamata".
Questo indirizzamento prettamente "professionale" del Fonografo era giustificato dal fatto che Edison contava sull'esistenza di migliaia di uffici a cui la propria invenzione avrebbe permesso di aumentare i profitti riducendo i tempi necessari a compiere alcune operazioni. La registrazione di musica, al contrario, sarebbe stato un mercato totalmente nuovo ed Edison, che pochi anni prima era rimasto "scottato" dall'insuccesso ottenuto dal suo innovativo sistema di voto elettronico, non era più disposto a rischiare puntando risorse su un mondo sconosciuto.

### Il grafofono di Bell

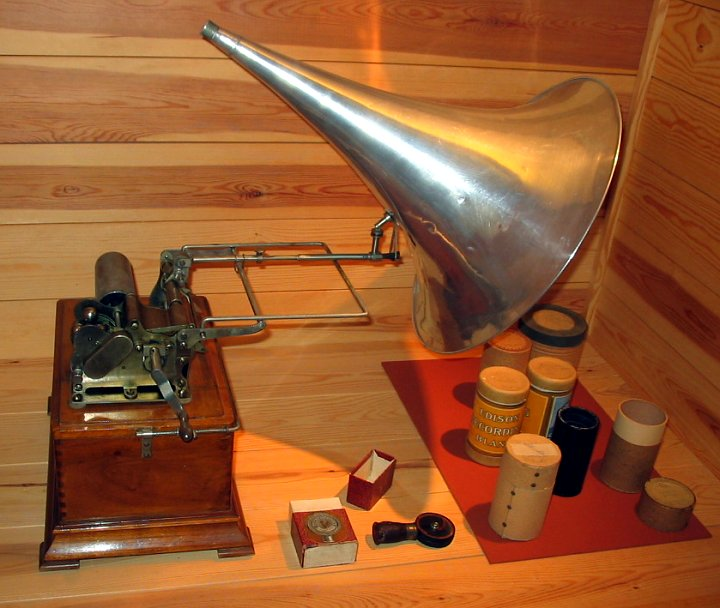
Fonografo di Pathé con rulli

Nel 1880 ai laboratori Bell, Chichester Bell (il cugino di Alexander Graham Bell, per molti anni considerato l'inventore del telefono) e Summer Tainter presentarono un prototipo di fonografo, chiamato grafofono, in cui al posto del foglio di stagnola c'era uno strato di cera. Grazie all'utilizzo di un braccio snodabile che riduceva la pressione della puntina sulla cera il solco aveva una larghezza di 0,7 millesimi di millimetro, quindi il passo dell'incisione si riduceva a 0,16 mm, aumentando la durata della registrazione fino ad oltre i 2 minuti.
Successivamente, a metà degli anni ottanta, un ingegnere tedesco che aveva lavorato ai laboratori Bell come collaboratore dei due inventori citati poco fa, Emile Berliner pensò di utilizzare un disco al posto del cilindro in cui la puntina invece di oscillare verso l'alto e il basso, oscilla a destra e a sinistra. Tale invenzione venne chiamata Grammofono e il brevetto venne ottenuto da Berliner nel novembre 1887. Con l'incisione laterale si evitava che la forza di gravità smorzasse le oscillazioni della puntina e ciò garantiva una migliore qualità di riproduzione; d'altro canto il disco doveva avere una velocità angolare costante per funzionare, e di conseguenza la velocità lineare doveva variare nel tempo durante la registrazione e la riproduzione. Questo impediva la corretta riproduzione delle frequenze alte, che necessitavano di un'elevata velocità di oscillazione della puntina, impossibile al centro data la ridotta velocità lineare.
Tuttavia i vantaggi dell'utilizzo del disco, tra cui il fatto che il disco fonografico poteva essere riprodotto in più copie molto più semplicemente che i cilindri di Edison, compensavano lo svantaggio.

### Il grammofono e la reazione di Edison

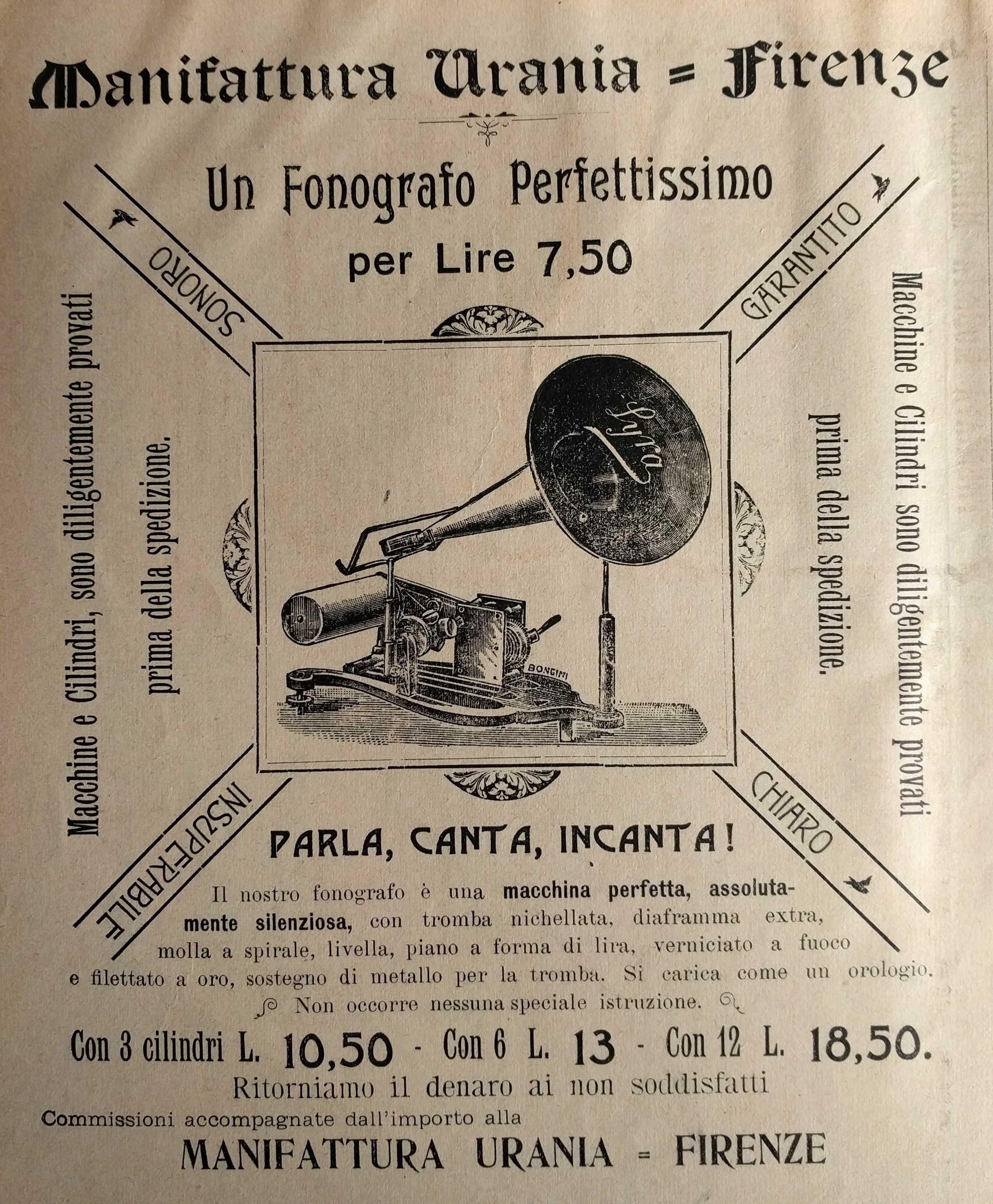
Pubblicità del 1904

Quando Emile Berliner presentò il grammofono, Edison non accettò nemmeno come ipotesi l'uso del disco fonografico al posto del cilindro: un po' per ragioni tecniche (il problema della velocità lineare variabile), un po' per orgoglio. Adottare il disco avrebbe significato ammettere che
qualcuno aveva non solo trovato una soluzione migliore della sua, ma soprattutto aveva interpretato il mercato meglio di lui, cosa che Edison non avrebbe mai ammesso.
Nel 1893 Edison constatò che il grammofono era molto più venduto del fonografo, che invece faticava ad inserirsi negli uffici per i quali era stato pensato. Fu così che anche Edison cominciò a vendere i cilindri pre-incisi per l'ascolto in casa di brani musicali.
Allo scopo di riguadagnare terreno Edison compì studi e investimenti per migliorare il fonografo. Nel 1889 venne inventato da un altro l'"Industructible Cylinder Record", un cilindro di grande resistenza meccanica. Poi fu adottata una tromba per l'ascolto collettivo. Nel 1908 arrivò il cilindro "Amberol", fatto con una mescola di celluloide e prodotti fenolici, che permetteva di ridurre il passo del solco e quindi aumentare la durata dell'incisione. Nel 1912 arrivò un ulteriore miglioramento con una puntina di diamante che consentiva una qualità del suono superiore a quella del disco.